# Megachernes trautneri
Espèce
Megachernes trautneri est une espèce de pseudoscorpions de la famille des Chernetidae.

## Distribution
Cette espèce est endémique de la province de Chiang Mai en Thaïlande. Elle se rencontre dans la grotte tham Chiang Dao, sur le Doi Suthep et le Doi Inthanon.

## Étymologie
Cette espèce est nommée en l'honneur de Jürgen Trautner.

## Publication originale
- Schawaller, 1994 : Pseudoskorpione aus Thailand (Arachnida: Pseudoscorpiones). Revue Suisse de Zoologie, vol. 101, no 3, p. 725-759 (texte intégral).